# Бучикани (Долж)
Бучикани (рум. Bucicani) насеље је у Румунији у округу Долж у општини Предешти. Oпштина се налази на надморској висини од 179 m.

## Становништво
Према подацима из 2002. године у насељу је живело 7 становника, од којих су сви румунске националности.